# Need for Speed: Hot Pursuit
Need for Speed: Hot Pursuit é um jogo de corrida desenvolvido pela Criterion Games e publicado pela  Electronic Arts. O jogo foi lançado em 16 de novembro de 2010.
Hot Pursuit é uma volta da série a suas origens e, como o nome sugere, é uma releitura do estilo dos jogos Hot Pursuit originais, com carros exclusivos e perseguições em alta velocidade. Nele, o jogador poderá jogar como policial, dirigindo até, um poderoso Pagani Zonda, e terá um modo de carreira para os dois lados.
O jogo se passa na cidade de Seacrest County, tendo missões como policial, correndo atrás dos competidores ilegais, e missões como corredor além de possuir o Autolog, sistema da Electronic Arts que sincroniza suas missões e seu progresso com sua conta on-line.

## Versão remasterizada
A EA anunciou uma edição remasterizada do jogo intitulado de Need for Speed: Hot Pursuit Remastered e foi lançado para PC, PlayStation 4 e Xbox One no dia 6 de novembro de 2020 e para Nintendo Switch no dia 13 de novembro de 2020 pouco antes do aniversário de 10 anos do jogo. É o primeiro jogo da série Need For Speed a ganhar uma versão remasterizada e é baseado nas versões de PC, Xbox 360 e PS3 do lançamento original. Além de novos visuais e suporte para hardware mais recente, inclui suporte multiplataforma para multiplayer online. Também inclui todas as DLCs antigas com eventos da carreira do Super Sports Pack, Lamborghini Untamed e Porsche Unleashed integrados na carreira principal em vez de ser jogável separadamente. Notavelmente a Mercedes-Benz SLR McLaren 722 Edition, Mercedes-Benz SLR McLaren Stirling Moss e Carbon Motors E7 Concept estão descartados que estiveram no jogo original. A versão remasterizada foi desenvolvida pela Criterion Games e Stellar Entertainment, a última que também lidou a remasterização do jogo da Criterion de 2018, Burnout Paradise.